# فارسن
فارسن (به هلندی: Varsen) یک منطقهٔ مسکونی در هلند است که در اومن واقع شده‌است. فارسن ۴۶۰ نفر جمعیت دارد.